# Christian Rossbach
Pour les articles homonymes, voir Rossbach.
 Christian Rossbach, né le 1er février 1756 à Fulda et mort le 6 novembre 1793 à Vienne, est un acteur et directeur de théâtre autrichien.
Il fait ses débuts sur les planches à l’âge de 16 ans et est engagé au théâtre du Faisan blanc de Vienne en 1778. Par la suite, il entreprend une carrière itinérante en Moravie. Il excelle alors dans les rôles de pères nobles, rois, héros et scélérats. En 1787 il reprend la direction de la troupe de Felix Berner. Il joue les pièces de Schiller, Törring, Haffner. Quelques mois plus tard, il prend la direction du Theater auf der Wieden (Freyhaustheater) nouvellement ouvert qui verra en 1791 la première de La Flute enchantée de Mozart. En 1788 il s’installe dans un théâtre de bois sur le glacis de Vienne. Malheureusement, ce théâtre est incendié par des spectateurs sans doute désireux de se venger de ce que l’on y ait fait relâche trop longtemps.
Ruiné, Rossbach reprend un théâtre à Olomouc (République tchèque) mais est inquiété par la police pour avoir fait fabriquer des poignards nécessaires à un drame romain, lesquels poignards sont des objets suspects en cette période où l’Autriche vit dans la crainte de séditions jacobines.
Rossbach finit sa carrière d’entrepreneur de théâtre à Baden près de Vienne. Il meurt dans la misère, laissant une veuve et une orpheline. Il est enterré au cimetière de Währing à Vienne.

## Sources
Karl Blümml et Gustav Gugitz, Alt-Wiener Volksbühnen Anton Schroll, Wien, 1925.